# 53. sydlige breddekreds
Den 53. sydlige breddekreds (eller 53 grader sydlig bredde) er en breddekreds, der ligger 53 grader syd for ækvator. Den løber gennem Atlanterhavet, det Indiske Ocean, Stillehavet og Sydamerika.